# Kedung Waringin
Kedung Waringin is een bestuurslaag in het regentschap Bogor van de provincie West-Java, Indonesië. Kedung Waringin telt 25.384 inwoners (volkstelling 2010).